# Sumoll
Sumoll é uma casta de uvas tintas. É uma variedade rústica, nativa da região Penedès da Catalunha, resistente à seca e de desenvolvimento uniforme. A uva é longa e grande, e utilizada para produzir vinhos tintos, brancos, rosés e cava (a forma Catalã do Champanhe, o chamado "método tradicional"). Sua presença regional é atestada pela grande quantidade de nomes nos dialetos catalães: sumoi, chimoi, saumoll, somoi, sumoy, ximoll, somoll, ximoy, xemoll, entre outros.
Vinho novo das uvas Sumoll possui uma leve aspereza que desaparece com a maturação. Sua produção é baixa, e a criação de vinhos de qualidade requer habilidade no processo. A entrada da Espanha na União Europeia em 1986 acelerou o descrédito das variedades de uva locais, que passaram a ser consideradas inferiores às variedades mais populares internacionalmente. Seu cultivo se tornou raro, com menos de 250 acres plantados atualmente. Essa tendência só começou a se modificar em anos recentes. Produtores voltaram a apreciar esta variedade, vendo nela uma oportunidade de criar vinhos originais que se diferenciem das variedades industrialmente comuns - Cabernet Sauvignon, Merlot ou Chardonnay.
O nome da casta vem da expressão popular local sumollar, que significa maturar ou amadurecer, do Latim "submolliare". Também é conhecida como Vijariego Negra, um sinônimo comprovado como geneticamente idêntico. A casta branca de uvas Sumoll Blanc, apesar do nome, é geneticamente distante da Sumoll.
Na Austrália, quatro novas variedades foram reproduzidas a partir da Sumoll: Cienna, Vermillion, Rubienne, e Tyrian, com o objetivo de adaptar a Sumoll ao clima australiano.